# Visconde de Samodães
Visconde de Samodães é um título nobiliárquico criado por D. Maria II de Portugal, por Decreto de 20 de Maio de 1835, em favor de Francisco de Paula de Azeredo Teixeira de Carvalho, depois 1.º Conde de Samodães.
Titulares
1. Francisco de Paula de Azeredo Teixeira de Carvalho, 1.º Visconde e 1.º Conde de Samodães;
2. Francisco de Azeredo Teixeira de Aguilar, 2.º Visconde e 2.º Conde de Samodães.